# Alberto Martín Romo García Adámez
Alberto Martín-Romo García-Adámez (Don Benito, 31 de marzo de 1989), conocido futbolísticamente como Alberto Martín, es un futbolista español que juega en el R. B. Linense de la Segunda Federación.

## Trayectoria
Formado en el club de su ciudad natal, el Club Deportivo Don Benito, firmó por el filial de la Unión Deportiva Almería, llegando a debutar en primera división con el primer equipo. Su última temporada en las filas de la U. D. Almería "B", fue en la campaña 2012-13 donde disputó 31 partidos. 
En verano de 2013 fichó por el Club Deportivo Leganés, firmando por una temporada con opción a una segunda. Más tarde, renovaría su contrato con el conjunto madrileño consiguiendo los ascensos a Segunda División y a Primera División.
Tras esto, siguió militando durante dos campañas en la categoría de plata del fútbol español, en el Granada Club de Fútbol. Después bajaría una categoría, tras fichar en el mercado de invierno por el club de la Segunda División B, Real Club Recreativo de Huelva. Tras jugar apenas nueve partidos, de nuevo baja una categoría para militar en la Segunda Federación, primero en el Arosa Sociedad Cultural, y posteriormente en la Unión Deportiva Melilla, club con el que conseguiría ascender a la Primera Federación.
Tras causar baja en el conjunto melillense el 12 de enero de 2024, justo una semana después firma por lo que resta de la temporada por el Real Avilés de la Segunda Federación.

## Clubes
| Club                       | División | Año       | PJ  | Goles |
| -------------------------- | -------- | --------- | --- | ----- |
| C. D. Don Benito           | España   | 2008-2009 | 31  | 2     |
| U. D. Almería "B"          | España   | 2009-2013 | 116 | 2     |
| U. D. Almería              | España   | 2013      | 1   | 0     |
| C. D. Leganés              | España   | 2013-2017 | 87  | 1     |
| Granada C. F.              | España   | 2017-2019 | 21  | 0     |
| R. C. Recreativo de Huelva | España   | 2020-2021 | 9   | 0     |
| Arosa S. C.                | España   | 2021-2022 | 27  | 3     |
| U. D. Melilla              | España   | 2022-2024 | 41  | 1     |
| Real Avilés I. C. F.       | España   | 2024      | 14  | 0     |
| R. B. Linense              | España   | 2024-     | 1   | 0     |